# چرخ‌دنده‌های جنگ (مجموعه بازی)
چرخ‌دنده‌های جنگ یا ابزار جنگ (به انگلیسی: Gears of War) عنوان یک مجموعه بازی ویدئویی و فرنچایز رسانه‌ای به سبک تیراندازی سوم شخص است که توسط شرکت اپیک گیمز خلق شده است و توسط شرکت کانادایی کوالیشن توسعه یافته و کار انتشار آن به‌وسیلهٔ ایکس‌باکس گیم استودیوز انجام می‌پذیرد. اولین نسخه از این سری تحت عنوان چرخ‌دنده‌های جنگ در تاریخ ۷ نوامبر ۲۰۰۶، برای کنسول ایکس‌باکس ۳۶۰ منتشر شد.
داستان بازی به دنبال شخصیت مارکوس فنیکس است، یک سرباز کهنه‌کار که وظیفه رهبری آخرین تلاش انسان‌ها برای نابودی لوکاس هورد (خزندگان فرازمینی انسان گونه) و نجات بشریت را بر عهده دارد. دو دنباله به نام‌های چرخ‌دنده‌های جنگ ۲ (۲۰۰۸) و چرخ‌دنده‌های جنگ ۳ (۲۰۱۱) نیز عرضه شده‌اند که همچنان به دنبال درگیری مداوم فنیکس و بشریت با لوکاس هورد و نیروهای لمبنت می‌پردازد. در سال ۲۰۱۳، اپیک گیمز و استودیو مایکروسافت نسخه‌ای با عنوان چرخ‌دنده‌های جنگ: داوری را منتشر نمودند که پیش‌درآمدی بر قسمت نخست این سری به‌شمار می‌رفت. قسمت چهارم بازی چرخ‌دنده‌های جنگ ۴، ۲۵ سال پس از چرخ‌دنده‌های جنگ ۳ دنبال می‌شود و شخصیت اصلی آن «جِی‌دی»، پسر فنیکس است. آخرین نسخه از این سری نیز به نام چرخ‌دنده‌های ۵ در سال ۲۰۱۹ برای مایکروسافت ویندوز و ایکس‌باکس وان منتشر شد.
چرخ‌دنده‌های جنگ به یکی از پرفروش‌ترین فرنچایزهای ایکس‌باکس ۳۶۰ تبدیل شد. این سری بر مبارزه‌های سنگرگیری تأکید دارد، که در آن بازیکنان می‌توانند از اشیاء برای جلوگیری از اصابت گلوله استفاده کنند یا با خیال راحت با دشمنان درگیر شوند. بازی‌های چرخ‌دنده‌های مرگ یکی از محبوب‌ترین و پربازی‌ترین عناوین ایکس باکس لایو بوده‌اند.